# Ernst-Marcus Thomas – Der Talk
Ernst-Marcus Thomas – Der Talk war eine von Sat.1 ausgestrahlte Pseudo-Talkshow (Scripted Reality) mit Ernst-Marcus Thomas. Die Talksendung hatte das ähnliche Format Annica Hansen – Der Talk auf dessen Sendeplatz abgelöst und war zunächst testweise mit zehn Sendungen gestartet. Nach Ausstrahlung der ersten Staffel wurde das Format jedoch nicht weiter verfolgt, da die Einschaltquoten unter dem Senderschnitt lagen. Mit der Show hatte sich Sat.1 wieder an das Genre Talkshow herangewagt, nachdem der Boom von Talkshows um die Jahrtausendwende abgeflacht war und im Zuge dessen fast alle Talkshows eingestellt wurden.

## Inhalt
Wie bei anderen Mittagstalkshows handeln die Themen aus Problemen des menschlichen Zusammenlebens. Häufig fanden laute Wortgefechte zwischen den Gästen statt, selten sogar handgreifliche Taten, die dann von einem der Bodyguards verhindert wurden.
Im Gegensatz zu anderen Talkshows, wie z. B. Britt – Der Talk um eins, sind die gezeigten Personen Laienschauspieler, die Handlung und die kompletten Gespräche laufen nach einem Drehbuch.
Nach einem 14-tägigen Testlauf mit zehn Folgen wurde am 3. August 2012 die letzte Folge ausgestrahlt. Bevor die zehn Folgen ausgestrahlt wurden, wurde in einem 2-wöchigen Test Annica Hansen – Der Talk gezeigt.

## Kritik
„Talks nach Drehbuch sind nicht neu, doch das, was Sat.1 seit dieser Woche zur Mittagszeit zeigt, ist an Belanglosigkeit und Oberflächlichkeit kaum zu überbieten. […] Es ist nur schwer auszuhalten […] Wer den lächerlichen Geschichten mehr als nur eine viertel Stunde folgt, dürfte sie als Beleidigung der eigenen Intelligenz betrachten.“